# W obronie honoru
W obronie honoru (hiszp. Tierra de reyes) – amerykańska telenowela z 2014 roku. Wyprodukowana przez wytwórnię Telemundo.
Telenowela była emitowana premierowo w Stanach Zjednoczonych na kanale Telemundo. W języku polskim emitowana od 15 kwietnia 2016 na kanale iTVN dla Polaków mieszkających poza granicami kraju. Od 30 maja 2016 telenowela jest dostępna w Polsce za pośrednictwem serwisu internetowego Player.

## Obsada
| Aktor                  | Rola                                                              |
| ---------------------- | ----------------------------------------------------------------- |
| Aarón Díaz             | Arturo Rey Gallardo                                               |
| Ana Lorena Sánchez     | Sofía Del Junco Belmonte de Montalvo                              |
| Gonzalo García Vivanco | Flavio Rey Gallardo                                               |
| Kimberly Dos Ramos     | Irina Del Junco Belmonte                                          |
| Christian de la Campa  | Samuel Rey Gallardo                                               |
| Scarlet Gruber         | Andrea Del Junco Belmonte                                         |
| Isabella Castillo      | Alma Reina Gallardo / Verónica Saldívar Luján / Veronica Gallardo |
| Sonya Smith            | Cayetana Belmonte Vda. de Del Junco                               |
| Fabián Ríos            | Leonardo Montalvo                                                 |
| Adriana Lavat          | Soledad Flores                                                    |
| Cynthia Olavarría      | Isadora Valverde                                                  |
| Joaquín Garrido        | Felipe Belmonte „El General"                                      |
| Alberich Bormann       | Darío Luján                                                       |
| Diana Quijano          | Beatriz Alcázar de la Fuente                                      |
| Gabriel Rossi          | Pablo Martínez                                                    |
| Daniela Navarro        | Patricia Rubio                                                    |
| Sol Rodríguez          | Lucía Crespo Ramírez                                              |
| Ricardo Chávez         | Ignacio Del Junco                                                 |
| Isabella Porras        | Violeta Montalvo                                                  |
| Dad Dáger              | Miranda Luján de Saldívar                                         |
| Fabián Pizzorno        | Octavio Saldívar                                                  |
| Roberto Plantier       | Horacio Luján                                                     |
| Giovanna del Portillo  | Rocío Méndez                                                      |
| Eduardo Victoria       | Néstor Fernández                                                  |
| Zuleyka Andrade        | Melissa Sánchez De la Vega                                        |
| Gloria Mayo            | Juana Ramírez                                                     |
| Barbara Garofalo       | Linda Valverde                                                    |
| Jessica Cerezo         | Briggite Losada                                                   |
| Francisco Porras       | Eleazar Jurado                                                    |
| Carmen Olivares        | Matilde Garcia                                                    |
| Omar Germenos          | Emilio Valverde                                                   |
| Orlando Miguel         | Jack Malkovich                                                    |
| Fernando Pacanins      | John Nicholson                                                    |
| Federico Díaz          | Gregorio Jimenez                                                  |
| Kary Musa              | Candela Ríos                                                      |
| Ricardo Kleinbaum      | Ulises Matamoros                                                  |